# Salvatore Pappalardo
Salvatore Pappalardo (21. ledna 1817 Catania– 9. února 1884 Neapol) byl italský dirigent a hudební skladatel.

## Život
Narodil se v Catanii 21. ledna 1817. Jeho rodiče byli Ignazio Pappalardo a Caterina rozená Corsaro. Hudební studia začal ve svém rodném městě. Dále studoval na konzervatoři v Palermu, kde byl jeho učitelem Pietro Raimondi. Vrátil se Catanie a se stal dirigentem Teatro Comunale di Catania. V roce 1841 byl jmenován profesorem kontrapunktu na Královské hudební škole Ospizio Reale di Beneficenza.
V roce 1855 se přestěhoval do Neapole. Obdržel titul Compositore da camera dal Conte di Siracusa, Leopoldo Beniamino Giuseppe di Borbone, fratello del Re delle Due Sicilie (Dvorní skladatel hraběte ze Syracus Leopolda Benjamina Josepha de Bourbona, bratra krále obojí Sicílie). Kromě toho působil jako profesor kontrapunktu na konzervatoři Albergo dei Poveri.
Zkomponoval 8 oper a značné množství církevní hudby. Nejúspěšnější však byla jeho komorní hudba, zvláště jeho sbírky písní s doprovodem klavíru a smyčcová kvarteta a kvinteta. Přispíval rovněž do hudebních rubrik neapolských novin. Některá díla jsou podepsána pseudonymem Paraladopp (přesmyčka příjmení).
Pappalardo zemřel ve svém domě v Neapoli 9. února 1884 ve věku 67 let.

## Dílo

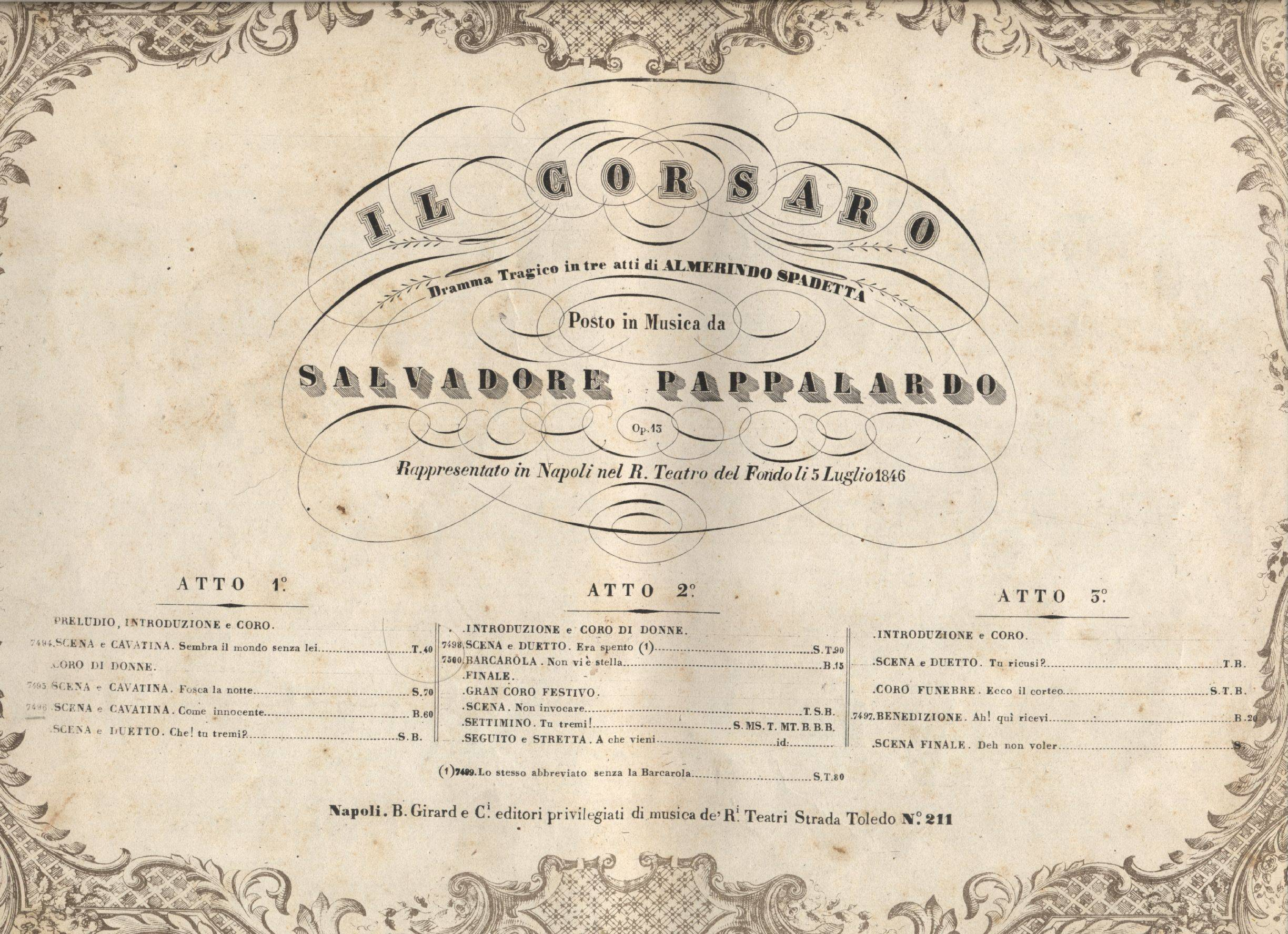
Plakát k opeře Il Corsaro (Teatro del Fondo, 1846)

### Opery
- Francesca da Rimini (1844)
- Il Corsaro (Neapol, 1846)
- La figlia del Doge (Catania, Teatro Comunale Provvisorio, 1855)
- L'atrabiliare (Neapol, Teatro Nuovo, 1856)
- Mirinda (Neapol, Teatro San Carlo, 1860)
- Gustavo Wasa (Neapol, 1865)
- Le diavolesse (Neapol, 1878)
- Le due ambasciatrici (neprovedeno)

### Jiné skladby
- Serenata op. 3
- Messa da Requiem
- 3 Salve Regina pro tenor s doprovodem malého orchestru
- Antifona della Rivelazione
- Sbírka osmi náboženských skladeb pro jeden, dva nebo tři ženské hlasy a ženský sbor
- Sbírka tří vokálních melodií a romance
- Brezze del Sebeto, tři písně (1850)
- Smyčcový kvartet op. 18
- Fantasie per violino, contralto e violoncello
- Fantasie per pianoforte, flauto, violino e violoncello
- Duetto per due violoncelli